# Arnold Freiherr von Biegeleben
Arnold Christian Rüdiger Joseph Maria Freiherr von Biegeleben (né le 16 avril 1883 à Darmstadt et mort le 11 octobre 1940 à Jullouville en France) est un Generalleutnant allemand au sein de la Heer dans la Wehrmacht pendant la Seconde Guerre mondiale.
Il a été récipiendaire de la croix de chevalier de la croix de fer. Cette décoration est attribuée pour récompenser un acte d'une extrême bravoure sur le champ de bataille ou un commandement militaire avec succès.

## Biographie
Arnold est issu de la famille noble von Biegeleben (de). Il est le fils du major général prussien Ludwig Maximilian von Biegeleben (de) (1849-1921) et de son épouse Therese, née baronne von Esebeck (de) (née en 1854).
Biegeleben rejoint le 29 mars 1901 le 25e régiment d'artillerie de campagne de l'armée prussienne à Darmstadt en tant que porte-drapeau.
Arnold baron von Biegeleben est décédé d'une crise cardiaque le 11 octobre 1940.
Il est inhumé au cimetière militaire allemand de La Cambe (Photo)

## Décorations
- Croix de fer (1914)
  - 2e Classe (14 septembre 1914)
  - 1re Classe (3 mars 1916)
- Croix de chevalier de l'ordre royal de Hohenzollern avec glaives (24 novembre 1917)
- Croix d'honneur
- Agrafe de la croix de fer (1939)
  - 2e classe (6 octobre 1939)
  - 1re classe (30 octobre 1939)
- Médaille du Mur de l'Ouest (11 mars 1940)
- Croix de chevalier de la croix de fer
  - Croix de chevalier le 5 août 1940 en tant que Generalleutnant et commandant de la 6. Infanterie-Division[2]